# Мербюрг, Николас
Николас Мербюрг (нидерл. Nicolaas Meerburgh; 1734—1814) — нидерландский ботаник.

## Биография
Николас Мербюрг родился в 1734 году в Лейдене, крещён 3 февраля. Учился у ботаника Адриана Стекховена. С 1752 года Николас работал в Лейденском ботаническом саду. В 1774 году он был назначен куратором ботанического сада при Университете, в 1775 году стал управляющим Лейденского университета. В том же году Мербюрг начал издавать серию из 50 иллюстраций «Иллюстрации редких растений» (Afbeeldingen van zelzdame gewassen). Латинская версия этой книги была издана в конце 1789 года и включала 55 рисунков. В ней впервые описаны несколько видов растений. В 1798 году Николас издал ещё одну серию ботанических рисунков, Plantae selectarum icones depictae. Николас Мербюрг скончался в Лейдене 20 марта 1814 года.

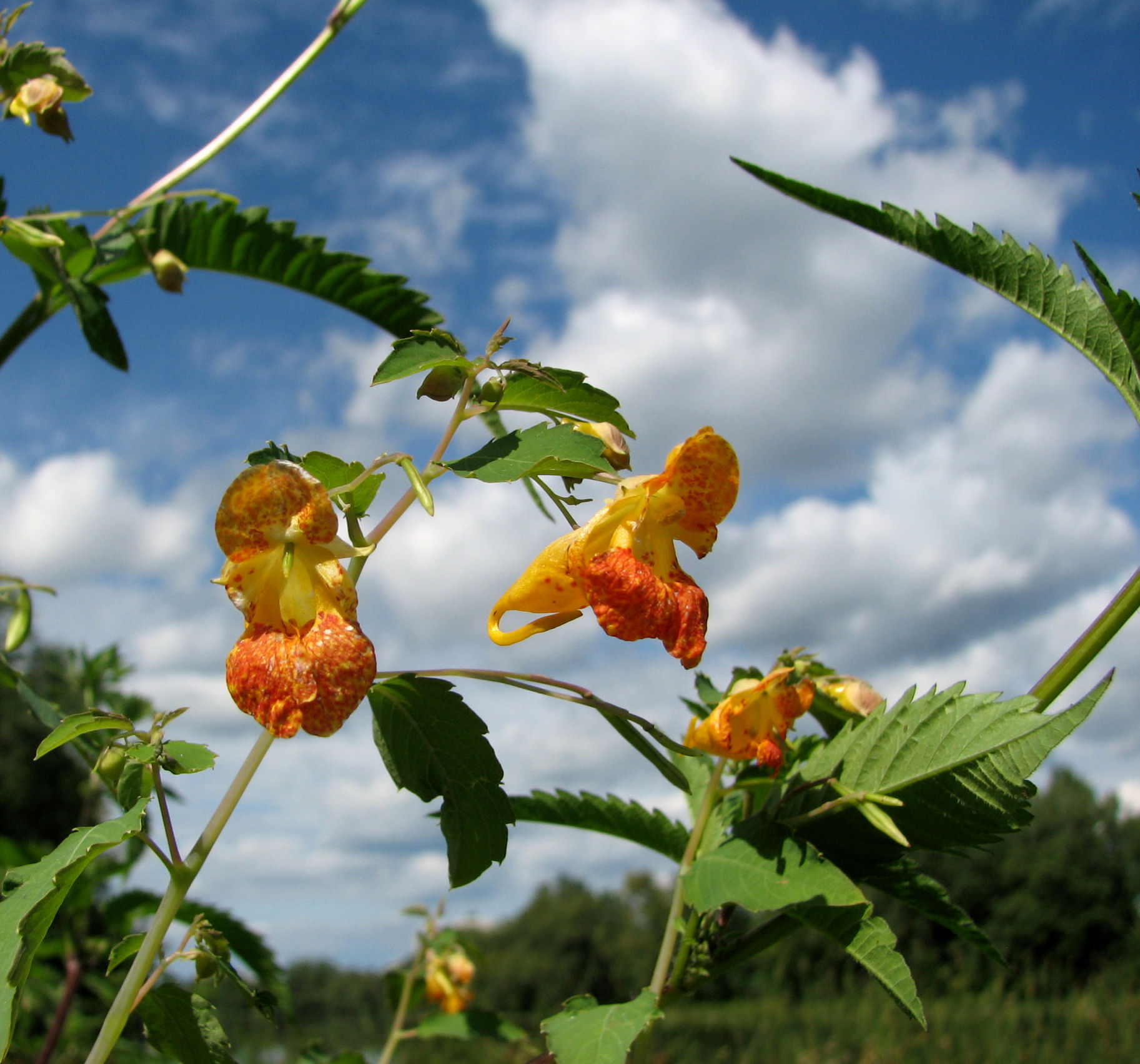
Impatiens capensis — один из видов, впервые описанных Мербюргом

Гербарий Мербюрга был продан его сыном в 1816 году. В настоящее время его местонахождение не установлено.

## Некоторые научные работы
- Meerburgh, N. (1775—1780). Afbeeldingen van zelzdame gewassen. 50 pl.
- Meerburgh, N. (1789). Plantae rariores vivis coloribus depictae. 55 pl.
- Meerburgh, N. (1798). Plantae selectarum icones depictae. 28 pl.

## Роды, названные в честь Н. Мербюрга
- Meerburgia Moench, 1802 [syn.  Pollichia Medik., 1783]